# Montgomery (Luisiana)
Montgomery es un pueblo ubicado en la parroquia de Grant en el estado estadounidense de Luisiana. En el Censo de 2010 tenía una población de 730 habitantes y una densidad poblacional de 136,16 personas por km².

## Geografía
Montgomery se encuentra ubicado en las coordenadas 31°40′1″N 92°53′15″O / 31.66694, -92.88750. Según la Oficina del Censo de los Estados Unidos, Montgomery tiene una superficie total de 5.36 km², de la cual 5.35 km² corresponden a tierra firme y (0.19%) 0.01 km² es agua.

## Demografía
Según el censo de 2010, había 730 personas residiendo en Montgomery. La densidad de población era de 136,16 hab./km². De los 730 habitantes, Montgomery estaba compuesto por el 78.9% blancos, el 18.22% eran afroamericanos, el 0.41% eran amerindios, el 0% eran asiáticos, el 0% eran isleños del Pacífico, el 0% eran de otras razas y el 2.47% pertenecían a dos o más razas. Del total de la población el 1.1% eran hispanos o latinos de cualquier raza.